# Volker Diehl
Volker Diehl (født 24. oktober 1963 i Ludwigshafen am Rhein, død 29. april 2022 i Ølholm) var en cykelrytter fra Tyskland. Hans foretrukne disciplin var banecykling. 
Han startede i 47 seksdagesløb, hvor det blev til tre sejre, alle i 1990. Ved Københavns seksdagesløb blev det i 1989 til en andenplads med makker Roland Günther, hvor de blev besejret af par nummer syv, Jens Veggerby og Danny Clark.
På landevej har han blandt andet vundet sølv ved tyske mesterskaber i 1987.
Volker Diehl døde 29. april 2022 i en bilulykke på Primærrute 30 ved Ølholm i Danmark.